# Col du Sapenay
Le col de Sapenay est un col routier situé dans le nord-ouest du département de la Savoie en région Auvergne-Rhône-Alpes.
Il se trouve à 898 m d'altitude dans la montagne de Cessens qui borde la rive nord-est du lac du Bourget, entre les communes de Chindrieux à l'ouest et d'Entrelacs à l'est.
Il est réputé pour son activité de vol libre, parapente et deltaplane. De nombreuses autres activités nature sont possibles.